# Садки (Романівська селищна громада)
Садки́ — село в Україні, у Житомирському районі Житомирської області. Входить до складу Романівської селищної громади. Населення становить 148 осіб.

## Географія
Селом протікає річка Дреничка, права притока Лісова.

## Історія
Належало до власності біскупа віленського Вацлава Жиліньського.
У 1906 році село Чуднівської волості Житомирського повіту Волинської губернії. Відстань від повітового міста 62 версти, від волості 12. Дворів 55, мешканців 207.